# Maria Marinaki
Maria Marinaki (griechisch Μάρα Μαρινάκη, * 1957 in Thessaloniki) ist eine griechische Diplomatin. Sie war von 2021 bis 2025 Botschafterin in Berlin.

## Leben
Seit 1980 ist Marinaki mit Unterbrechungen für das Außenministerium (Griechenland) tätig. Von 1995 bis 1999 war sie Generalkonsulin von Griechenland in Berlin und von 2007 bis 2011 ständige Vertreterin von Griechenland bei der OSZE. Es folgten in den 2010er Jahren verschiedene Tätigkeiten beim Europäischen Auswärtigen Dienst.
Am 11. März 2021 überreichte Marinaki Bundespräsidenten der Bundesrepublik Deutschland ihr Beglaubigungsschreiben und wurde damit offiziell die Botschafterin der Hellenischen Republik in der Bundesrepublik Deutschland. Im Januar 2025 wurde sie von Alexandros Papaioannou abgelöst.
Marinaki ist verheiratet.